# 金島站 (群馬縣)

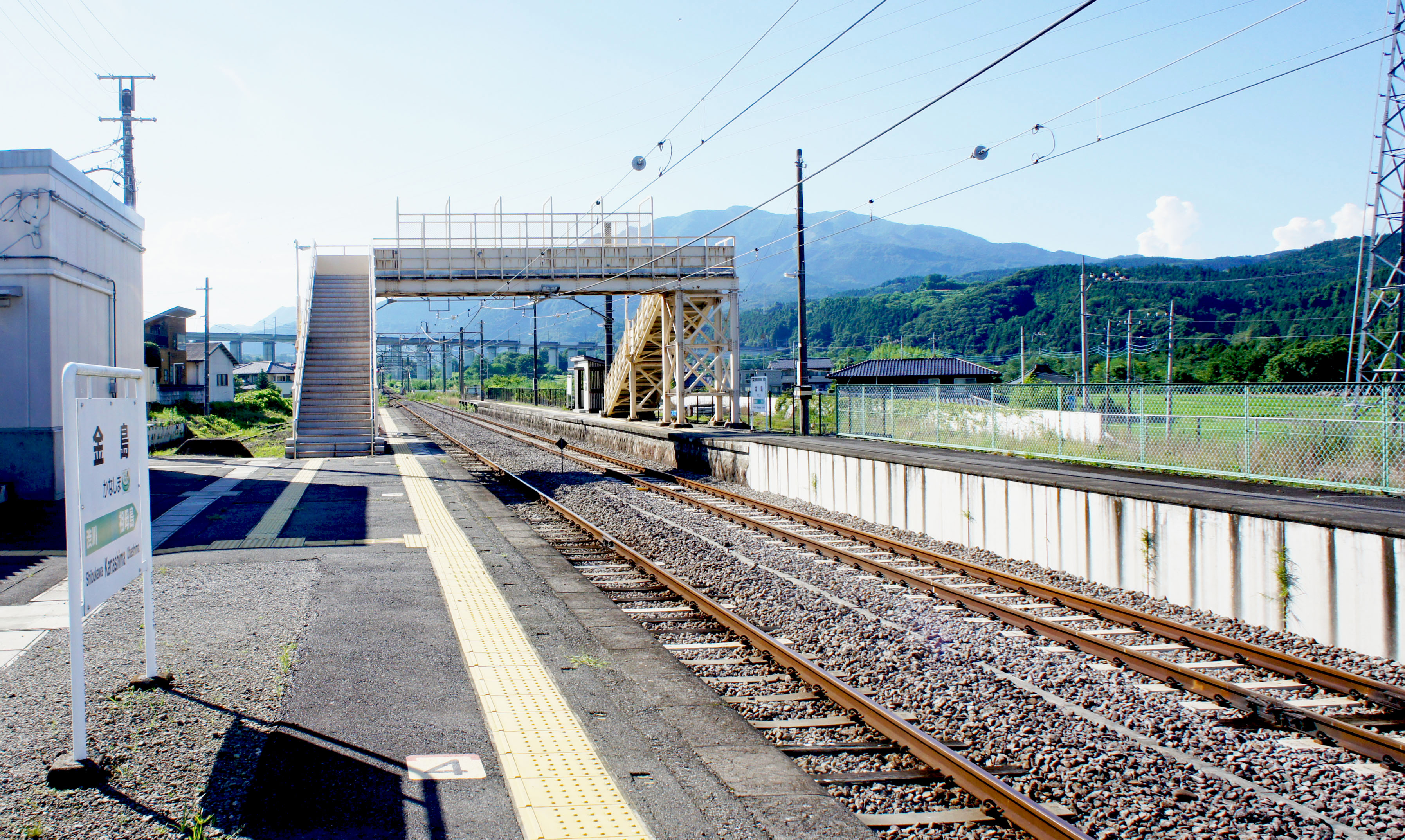
月台（2021年7月）

金島站（日语：／ Kanashima eki */?）是位於群馬縣澀川市川島196番地，東日本旅客鐵道（JR東日本）的吾妻線車站。站名取自於舊地名「金島村」。此站不可使用Suica等IC卡車票。

## 歷史
- 1945年（昭和20年）
  - 1月2日：金島號誌站啟用。
  - 8月5日：升級為金島站。
- 1971年（昭和46年）2月1日：成為無人車站。
- 1987年（昭和62年）4月1日：伴隨國鐵分割民營化，車站由東日本旅客鐵道（JR東日本）營運[2]。
- 2014年（平成26年）10月1日：此站編入至東京近郊區間[3]。

## 車站構造
本站是地面車站，設有2面2線的相對式月台。兩月台之間設有跨線橋連接。此站是由澀川站管理的無人車站，站內設有簡易自動售票機和閉路電視。

### 月台
| 月台 | 路線    | 上下行 | 方向                   |
| ---- | ------- | ------ | ---------------------- |
| 1    | ■吾妻線 | 下行   | 長野原草津口、大前方向 |
| 2    | ■吾妻線 | 上行   | 澀川方向               |

參考

## 使用狀況
以下為1日平均乘車人次：
| 年度   | 一日平均 乘車人次 |
| ------ | ----------------- |
| 2002年 | 194               |
| 2003年 | 200               |
| 2004年 | 192               |
| 2005年 | 198               |
| 2006年 | 200               |
| 2007年 | 201               |
| 2008年 | 195               |
| 2009年 | 204               |
| 2010年 | 204               |
| 2011年 | 199               |

## 車站周邊
車站西邊（祖母島方向）的路軌與上越新幹線相交（為上越新幹線榛名隧道和中山隧道之間的高架橋區間）。在建設新幹線當時、此站特設引込線，以便運送建材至工地中。
- 渋川川島郵局
- 金島溫泉[1]
- 吾妻川（日语：吾妻川）
- 群馬縣道35號澀川東吾妻線（日语：群馬県道35号渋川東吾妻線）
- 群馬縣道36號澀川下新田線（日语：群馬県道36号渋川下新田線）

## 巴士路線
| 乘車處                       | 系統             | 主要途經                     | 目的地               | 巴士公司     | 備註                 |
| ---------------------------- | ---------------- | ---------------------------- | -------------------- | ------------ | -------------------- |
|                              | 神田原、祖母島線 | 祖母島站入口、神田原、金島站 |                      | 澀川市鎮巴士 | 左回，星期日暫停服務 |
| 神田原、祖母島站入口、金島站 | 神田原、祖母島線 |                              | 右回，星期日暫停服務 | 澀川市鎮巴士 |                      |
|                              | 神田原、祖母島線 | 金井中之町、阿久津           | 澀川站               | 澀川市鎮巴士 | 星期日暫停服務       |

## 相鄰車站
東日本旅客鐵道（JR東日本）
■吾妻線
澀川－金島－祖母島

## 注腳
1. 1 2 3 4 5 6  . 週刊朝日百科. 12号 大宮駅・野辺山駅・川原湯温泉駅ほか. 朝日新聞出版. 2012-10-28: 23 （日语）.
2. ↑  『交通年鑑 昭和63年版』 交通協力會，1988年3月。
3. ↑   (PDF) (新闻稿). 東日本旅客鐵道. 2014-05-26  [2020-05-24]. （原始内容 (PDF)存档于2019-06-29） （日语）.
4. 1 2  . 東日本旅客鐵道.   [2019-08-18]. （原始内容存档于2021-02-14） （日语）.
5. ↑  JR東日本:駅構内図（日語）
6. ↑  群馬縣統計年鑑

## 外部連結
- 車站資訊（金島）：東日本旅客鐵道